# Правительство Тюменской области
Прави́тельство Тюменской области — постоянно действующий высший орган исполнительной власти Тюменской области — субъекта Российской Федерации. Губернатор Тюменской области входит в состав президиума Правительства области и возглавляет его деятельность.

## История
14 августа 1944 года, одновременно с созданием Тюменской области был образован областной исполнительный комитет — высший исполнительный орган власти при тюменском областном Совете народных депутатов. Первым председателем облисполкома стал Кузьма Кошелев. На I сессии областного Совета (прошедшей 21-22 ноября 1944 года) был избран состав исполкома, а так же утверждена его структура. Параллельно был создан тюменский областной комитет КПСС — высший партийный орган Тюменской области де-факто являвшийся высшим органом власти в области.
До конца 1980-х гг. председатель облисполкома являлся также спикером областного Совета. 14 апреля 1990 года произошло разделение должности председателя облисполкома и председателя областного Совета народных депутатов. В этот день председателем облисполкома был избран Леонид Рокецкий.
22 августа 1991 года после августовского путча на основании указа президента РСФСР была создана администрации Тюменской области. 27 сентября 1991 года главой администрации был назначен председатель Тюменского Облсовета Юрий Шафраник .  В этот же день облисполком был распущен, а его полномочия как органа исполнительной власти перешли к администрации, однако до утверждения главы администрации области и структуры администрации облисполком продолжал временно осуществлять функции высшего органа исполнительной власти. 16 октября 1991 года утверждена структура администрации Области. В этот день были упразднены отделы, управления и комитеты ликвидированного ранее облисполкома. Отдельным распоряжением первым заместителем главы администрации был назначен экс-председатель облисполкома Леонид Рокецкий.
В 1995 году с принятием устава Тюменской области должность главы администрации была переименована в губернатора Тюменской области. 22 декабря 1996 года по результатам выборов первым губернатором стал действующий глава администрации Леонид Рокецкий. 17 февраля 2005 года администрация области была переименована в правительство Тюменской области . 6 июня 2005 года по инициативе губернатора Сергея Собянина образован президиум правительства Тюменской области .
11 марта 2020 года постановлением губернатора Тюменской области был упразднен пост первого заместителя губернатора, а его функции были распределены между другими заместителями и руководителями департаментов образования и здравоохранения.

## Состав и полномочия
Состав Правительства Тюменской области формирует Губернатор области .
| Имя                              | Должность | Срок полномочий    |
| -------------------------------- | --- | ------------------ |
| Александр Викторович Моор        | Губернатор Тюменской области | с 14 сентября 2018 |
| Ольга Кузнечевских               | Вице-Губернатор Тюменской области | с 16 мая 2022      |
| Вячеслав Михайлович Вахрин       | Заместитель Губернатора Тюменской области | с 16 июля 2012     |
| Андрей Валерьевич Киселев        | Заместитель Губернатора Тюменской области, директор Департамента имущественных отношений Тюменской области                                                  | с 29 сентября 2016 |
| Эдуард Мунирович Бакиев          | Заместитель Губернатора Тюменской области, полномочный представитель правительства Тюменской области в органах государственной власти Российской Федерации. | с 29 марта 2019    |
| Елена Станиславовна Еремеева     | Заместитель Губернатора Тюменской области, Тюменской области                                                                                                | с 13 июня 2018     |
| Ольга Вячеславовна Мамонтова     | руководитель Аппарата Губернатора Тюменской области | 2 декабря 2019     |
| Владимир Владимирович Сысоев     | Заместитель Губернатора Тюменской области | с 12 марта 2019    |
| Андрей Владимирович Михнович     | Директор Департамента пожарной защиты и гражданской безопасности Тюменской области                                                                          | с 29 апреля 2019   |
| Михаил Валерьевич Таранов        | Директор Департамента финансов Тюменской области | С 24 сентября 2020 |
| Ольга Александровна Кузнечевских | Заместитель Губернатора Тюменской области,куратор здравоохранения                                                                                           | с 12 марта 2020    |
| Ирина Александровна Ожогина      | и.о. директора Департамента социального развития Тюменской области                                                                                          | с 12 марта 2020    |
| Лариса Зельмухановна Теплоухова  | Заместитель Губернатора Тюменской области | с 26 сентября 2016 |
| Владимир Николаевич Чейметов     | Заместитель Губернатора Тюменской области, директор Департамента агропромышленного комплекса                                                                | с 4 марта 2011     |
| Сергей Викторович Шустов         | Заместитель Губернатора Тюменской области, начальник Главного управления строительства Тюменской области                                                    | с 12 октября 2018  |
| Андрей Вадимович Пантелеев       | Заместитель Губернатора Тюменской области, Директор Департамента потребительского рынка и туризма Тюменской области                                         | с 23 сентября 2016 |
| Владислав Леонидович Чернов      | и.о. Председателя Комитета по делам национальностей Тюменской области                                                                                       | с 7 января 2019    |
| Должность вакантна               | Директор Департамента здравоохранения Тюменской области |                    |
| Леонид Сергеевич Остроумов       | Директор Департамента инвестиционной политики и государственной поддержки предпринимательства Тюменской области,                                            | с 26 октября 2015  |
| Алексей Владимирович Райдер      | Заместитель губернатора Тюменской области, Директор Департамента образования и науки Тюменской области                                                      | с 17 октября 2011  |
| Руслан Николаевич Кухарук        | Глава города Тюмень | с 31 мая 2018      |

В Правительство Тюменской области так же входят на общественных началах по согласованию с губернатором области главы муниципальных районов и городов юга Области.
В полномочиях Правительства Тюменской области: разработка и осуществление мер по обеспечению комплексного социально-экономического развития Тюменской области, участие в проведении единой государственной политики в областях финансов, науки, образования, здравоохранения, социального обеспечения и экологии.

## Представитель в Совет Федерации
1. Рокецкий Леонид Юлианович — избран 12 декабря 1993 года депутатом Совета Федерации от 72 избирательного округа (Тюменская область), полномочия подтверждены 23 января 1996 г. (№ 2-СФ), губернатор Тюменской области — полномочия подтверждены 22 января 1997 г. (№ 3-СФ), прекращены с 27 февраля 2001 года в связи с новым порядком формирования Совета Федерации (№ 70-СФ от 14 марта 2001 г.)[21]
2. Гаврин, Александр Сергеевич — полномочия признаны 27 февраля 2001 г. (№ 71-СФ от 14 марта 2001 г.)[22], прекращены в марте 2005 г. (№ 74-СФ от 23 марта 2005 г.)[23]
3. Киричук Степан Михайлович — полномочия признаны в марте 2005 г. (№ 74-СФ от 23 марта 2005 г.)[23], подтверждались в феврале 2006 г. (№ 46-СФ от 22 февраля 2006 г.) и в декабре 2010 г. (№ 517-СФ от 1 декабря 2010 г.)[24]. Прекращены в сентябре 2018 г.
4. Тараканов Павел Владимирович — постановление о наделении полномочиями подписано 17 сентября 2018 года[25].